# Reine des reinettes

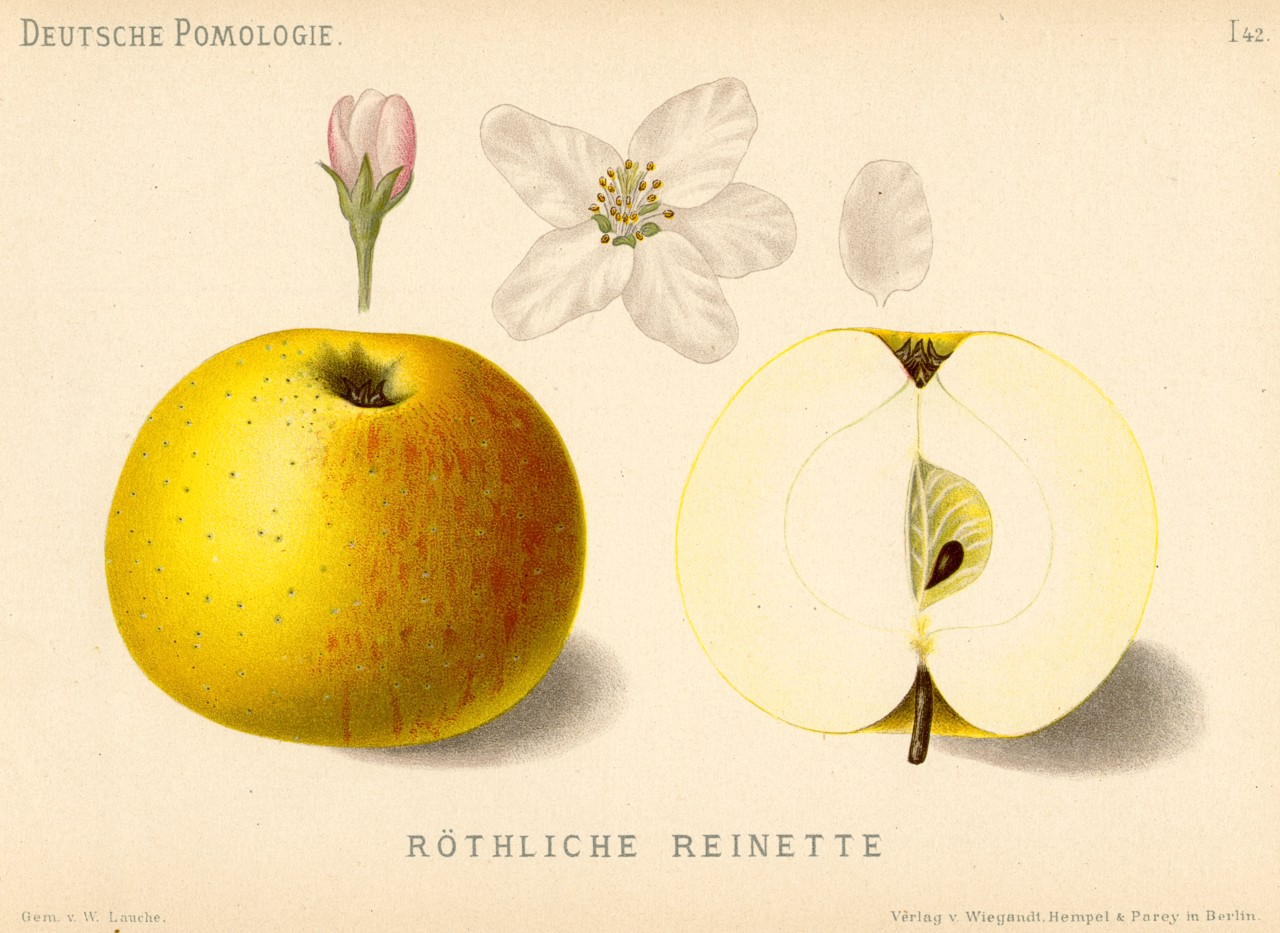
Reine des reinettes dans Deutsche Pomologie.

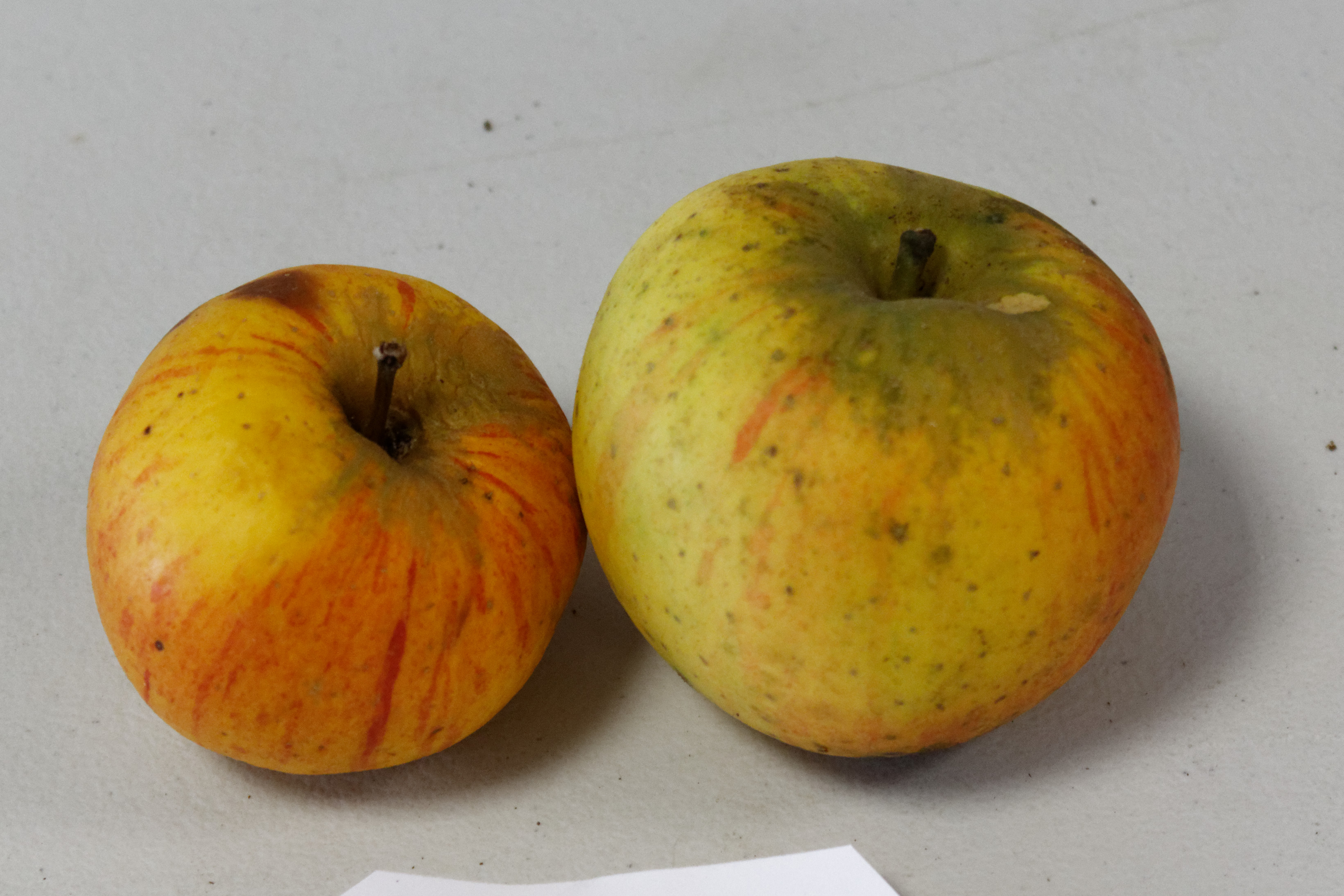
Reine des reinettes de Peillac.

La reine des reinettes est une variété de pomme remontant au moins au XVIIIe siècle.

## Origine et historique
Ce cultivar a été obtenu en Hollande.
La reine des reinettes — dont le nom primitif paraît avoir été Kroon Renet, signifiant « reinette de la couronne » en néerlandais — est née vers 1770. La Hollande, où depuis longtemps on cultive plusieurs variétés de pommes Kroons, est regardée par le pomologue allemand Adrian Diel comme le pays originaire de celle-ci, qu'il décrivit en 1802. Il l'avait reçue de La Haye sous l'étiquette Kroon Renet.
En anglais, il semble que la variété s'appelle Queen of the pippin, variété distincte de King of the pippin, même si les deux sont souvent confondues.

## Parenté
L’Institut national de la recherche agronomique d’Angers (France) a obtenu vers 1975 un mutant caractérisé par une coloration plus intense et une maturité précoce. Son nom est Belrène,.

## Pollinisation

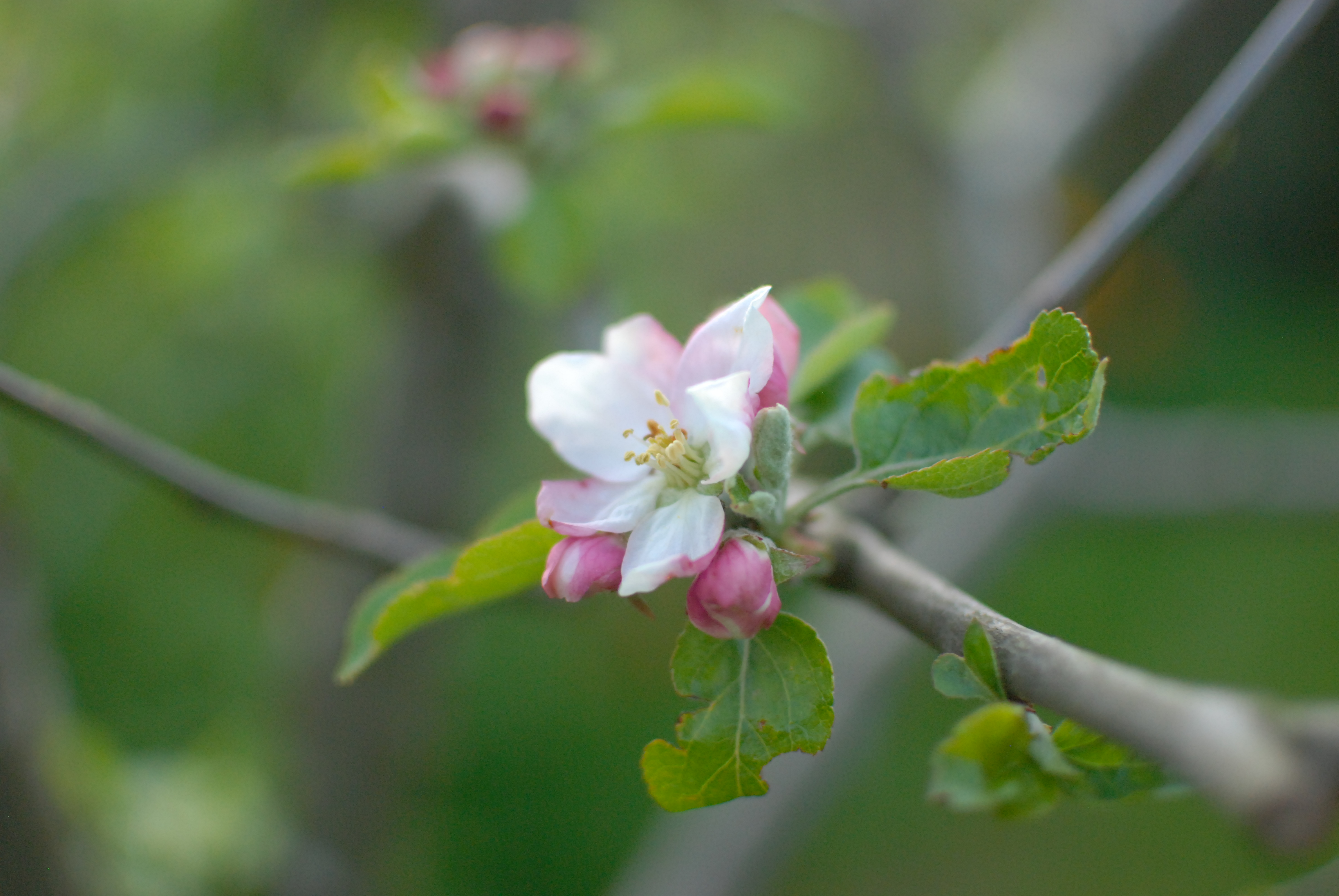
Fleur de reine des reinettes

- Floraison : la reine des reinettes appartient au groupe C [4]. Elle atteint la pleine floraison 2 jours après Golden Delicious ; attention il existe de nombreuses variétés de Golden Delicious ne fleurissant pas au même moment !
- Fécondation : la reine des reinettes est une variété diploïde partiellement autofertile.
- Elle peut aussi être fécondée par : Cox Orange, Discovery, reinette Orange, reinette de Landsberg, Ontario, Tranparant Jaune, ...
- Fertilité : Ordinaire. Cultivar souvent recommandé dans les vergers pour la pollinisation.
- S-génotype : les tableaux usuels de pollinisation indiquent parfois qu'elle est fécondée par 'Granny Smith' et 'Golden delicious'. Toutefois avec un S-génotype S1S3 [5], elle n'est pas fécondée de façon optimale ni par Granny Smith (S3S23), ni par Golden Delicious (S2S3).

## Description du fruit

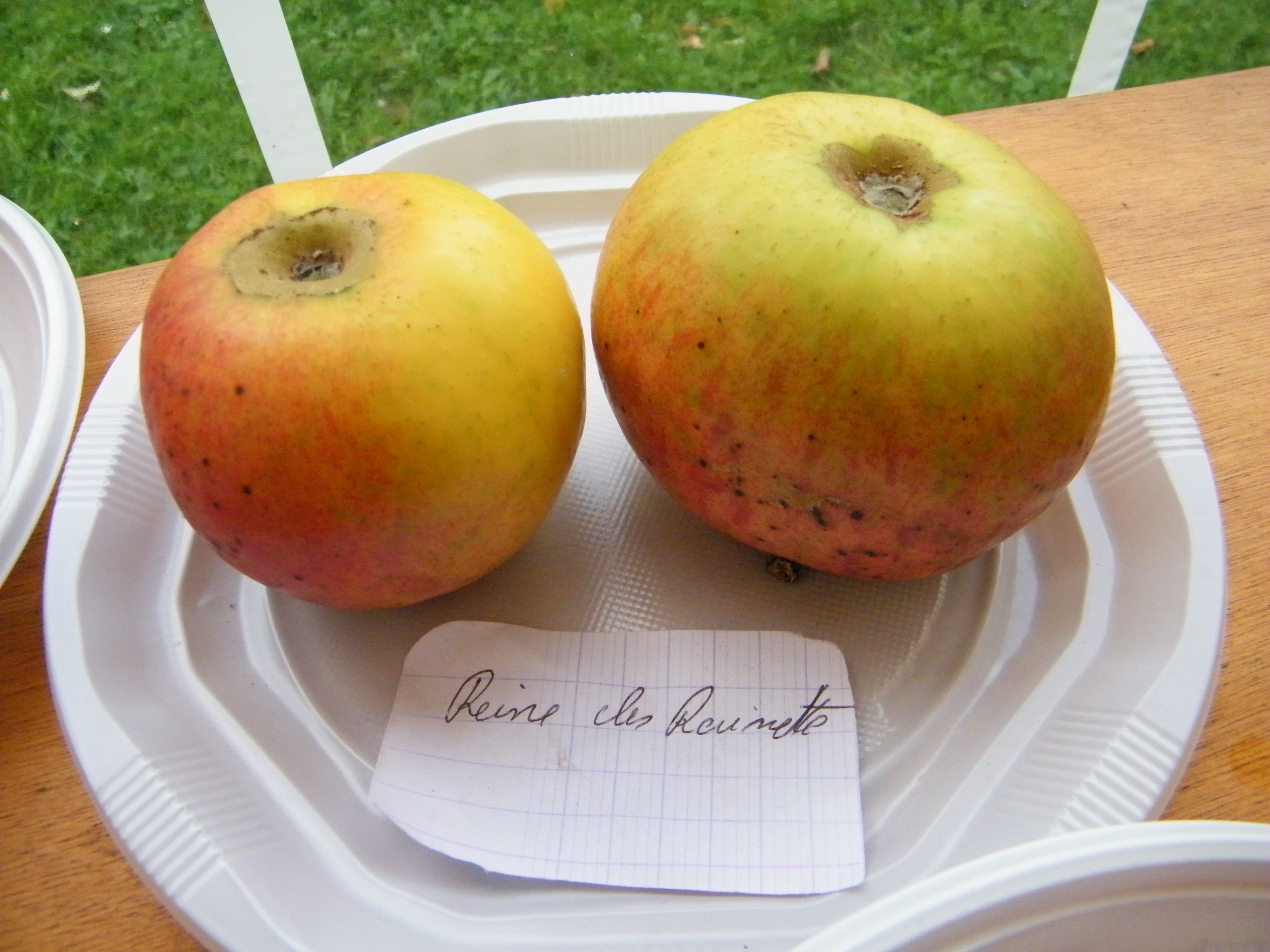
Léger aspect liégeux dans la cuvette.

- Usage : c'est une pomme particulièrement indiquée pour les tartes, en particulier pour les tartes tatins. Elle est aussi adaptée pour les compotes[6].
- Calibre : fruit de taille moyenne.
- Épicarpe : assez épais, légèrement rugueux, abondamment ponctué de gris, à fond jaune mat rayé de rouge.
- Chair : jaune pâle, fine juteuse, croquante et acidulée est très agréable à croquer, goût de noix[7].
- Forme : cylindre-conique, légèrement déprimé d'un côté à chacune de ses extrémités.
- Pédoncule : de longueur moyenne, fort, surtout à la base, obliquement inséré dans un étroit et profond bassin.
- Œil : grand, mi-clos, à très vaste cavité dont les bords sont généralement unis.
- Eau : suffisante, sucrée, délicieusement acidulée et parfumée.
- Consommation : décembre-mars
- Qualité : première.

## Description de l'arbre
- Rusticité : supporte les climats assez froids du Nord de l'Europe.
- Bois : très fort[8].
- Rameaux : généralement peu nombreux, légèrement étalés, des plus gros et des plus longs, très géniculés et très cotonneux, roux verdâtre lavé de rouge ardoisé.
- Lenticelles : allongées, très-grandes, abondantes.
- Coussinets : très ressortis.
- Yeux : gros, ovoïdes, obtus, plaqués sur l'écorce et couverts de duvet.
- Feuilles : excessivement grandes, ovales, quelque peu duveteuses et vert brunâtre en dessus, blanc verdâtre en dessous, courtement acuminées et profondément dentées.
- Pétiole : court, très nourri, tomenteux, rarement cannelé.
- Stipules : des plus longues et des plus larges.

### Culture
- Porte-greffe :

pour plein-vent, greffé ras de terre, ce pommier convient admirablement et fait des arbres à tige bien droite. Sous formes naines, il prospère assez bien mais demande à être écussonné sur pommier Paradis, sujet qui le rend plus productif en amoindrissant l'excès de sa végétation.
- Maladies :
  - variété résistante à l'oidium[9].
  - la variété est particulièrement sensible au puceron.
- Alternance : forte tendance.